# Socu, Gorj
Socu este un sat în comuna Bărbătești din județul Gorj, Oltenia, România. Numele satului a fost dat de mulțimea arbustului cu același nume, care crește din abundență în Socu. Satul este atestat documentar în hrisovul lui Basarab Vodă, hrisov menționat în actul de hotărnicie din 3 martie 1746. Satul este situat în partea de nord a comunei Bărbătești, fiind mărginit de râul Gilort. Cea mai mare parte a satului se întinde de o parte și de alta a pârâului Valea Mare, afluent al Gilortului.
Clima este blândă, satul fiind puțin afectat de vânturi, care bat mai ales din partea vestică și nord vestică a satului.
La intrarea în sat, pe partea dreaptă, se află o movilă cu aspect tumular, ca o piramidă de pământ, având similitudine cu "Piscul cerului" din satul Rogojina, Jupânești, cu "Gorganul" din Aninoasa, sau "Cuca" din satul Turburea. Este posibil ca aceste movile să aibă origine antropogenă, fiind creații ale oamenilor, ele fiind utilizate, într-o perioadă, ca posturi de semnalizare cu ajutorul focurilor. Această ipoteză reiese din poziția lor.
Școala din satul Socu a fost construită din lemn și a fost inaugurată în ianuarie 1927, avându-i ca învățători pe Ion Suditu și Gheorghe Popescu. În anul 1949 a fost construit un local nou de școală, o clădire din cărămidă. Școala s-a închis însă în 2006 datorită efectivului foarte mic al elevilor.
Biserica poartă hramul ”Nașterea Maicii Domnului” și este construită din lemn, acoperită cu tablă în anul 1882, octombrie 31, hramul satului fiind ziua de 8 septembrie. Inițiativa construirii bisericii a aparținut preotului Grigore Suditu, fiind susținut de enoriașii din sat și de unii oameni cu dare de mână: maiorul Gr. Călinescu, Ion Bărbătescu, Ion Comănescu, Constantin Vâlceanu. Biserica a fost renovată în anii 1940 și 2007.
 Acest articol despre o localitate din județul Gorj este deocamdată un ciot. Puteți ajuta Wikipedia prin completarea lui.